# Pawłowo (Budry)
Pawłowo (deutsch Paulswalde) ist ein Dorf in der polnischen Woiwodschaft Ermland-Masuren, das zur Landgemeinde Budry (Buddern) im Powiat Węgorzewski (Kreis Angerburg) gehört.

## Geographische Lage
Pawłowo liegt im Nordosten der Woiwodschaft Ermland-Masuren, sieben Kilometer nordöstlich der Kreisstadt Węgorzewo (Angerburg).

## Geschichte
Das in früherer Zeit Paulswolle, Paulswohl, Pawilowken und um 1785 Pawlowen genannte Dorf mit einer Windmühle wurde am 6. Mai 1874 Amtsdorf und damit namensgebend für den neu errichteten Amtsbezirk, der bis 1945 bestand und zum Kreis Angerburg im Regierungsbezirk Gumbinnen der preußischen Provinz Ostpreußen gehörte.
Im Jahr 1910 waren in Paulswalde 427 Einwohner gemeldet. Die Zahl belief sich 1925 auf 425, im Jahr 1933 auf 435 und 1939 fast gleichbleibend 436.
In Kriegsfolge kam Paulswalde im Jahre 1945 mit dem gesamten südlichen Ostpreußen zu Polen und erhielt die polnische Namensform „Pawłowo“. Heute ist der Ort Sitz eines Schulzenamtes (polnisch Sołectwo) und eine Ortschaft im Verbund der Landgemeinde Budry im Powiat Węgorzewski, vor 1998 der Woiwodschaft Suwałki, seither der Woiwodschaft Ermland-Masuren zugehörig.

### Amtsbezirk Paulswalde (1874–1945)
Zwischen 1874 und 1945 bildete Paulswalde einen eigenen Amtsbezirk im Kreis Angerburg, zu dem unverändert vier Gemeinden gehörten:
| Name       | Änderungsname 1938 bis 1945 | Polnischer Name | Bemerkungen |
| ---------- | --------------------------- | --------------- | ----------- |
| Jakunowen  | (ab 1929:) Angertal         | Jakunowo        |             |
| Paulswalde |                             | Pawłowo         |             |
| Stullichen |                             | Stulichy        |             |
| Wilkowen   | Geroldswalde                | Wilkowo         |             |

## Religionen
Kirchlich war Paulswalde bis 1945 nach Angerburg (polnisch Węgorzewo) orientiert: einerseits zur evangelischen Pfarrkirche Angerburg in der Kirchenprovinz Ostpreußen der Kirche der Altpreußischen Union, andrerseits zur katholischen Angerburger Kirche Zum Guten Hirten im damaligen Bistum Ermland. 
Der Bezug nach Węgorzewo besteht auch heute noch: zur evangelischen Kirchengemeinde Węgorzewo, einer Filialgemeinde der Pfarrei in Giżycko (Lötzen) in der Diözese Masuren der Evangelisch-Augsburgischen Kirche in Polen. Die katholischen Kirchenglieder allerdings gehören jetzt zur Kreuzerhöhungskirche in Olszewo Węgorzewskie (Olschöwen, 1938 bis 1945 Kanitz) im jetzigen Bistum Ełk der Römisch-katholischen Kirche in Polen.

## Verkehr
Pawłowo liegt an einer Nebenstraße, die Maćki (Schönbrunn) an der polnischen Landesstraße DK 63 (einstige deutsche Reichsstraße 131) mit Ołownik (Launingken, 1938 bis 1945 Sanden) und Dąbrówka (Dombrowken, 1938 bis 1945 Eibenburg) an der polnisch-russischen Staatsgrenze verbindet. Außerdem endet in Pawłowo eine von Olszewo Węgorzewskie (Olschöwen, 1938 bis 1945 Kanitz) über Wężówko (Wensowken, 1938 bis 1945 Wensen) kommende Nebenstraße.
Bis 1945 war Olschöwen (Kanitz) die nächste Bahnstation. Sie lag an der Bahnstrecke Gumbinnen–Angerburg, die durch die Grenzziehung nach 1945 getrennt und auf der der Betrieb eingestellt wurde.